# Stadhuis van Doullens

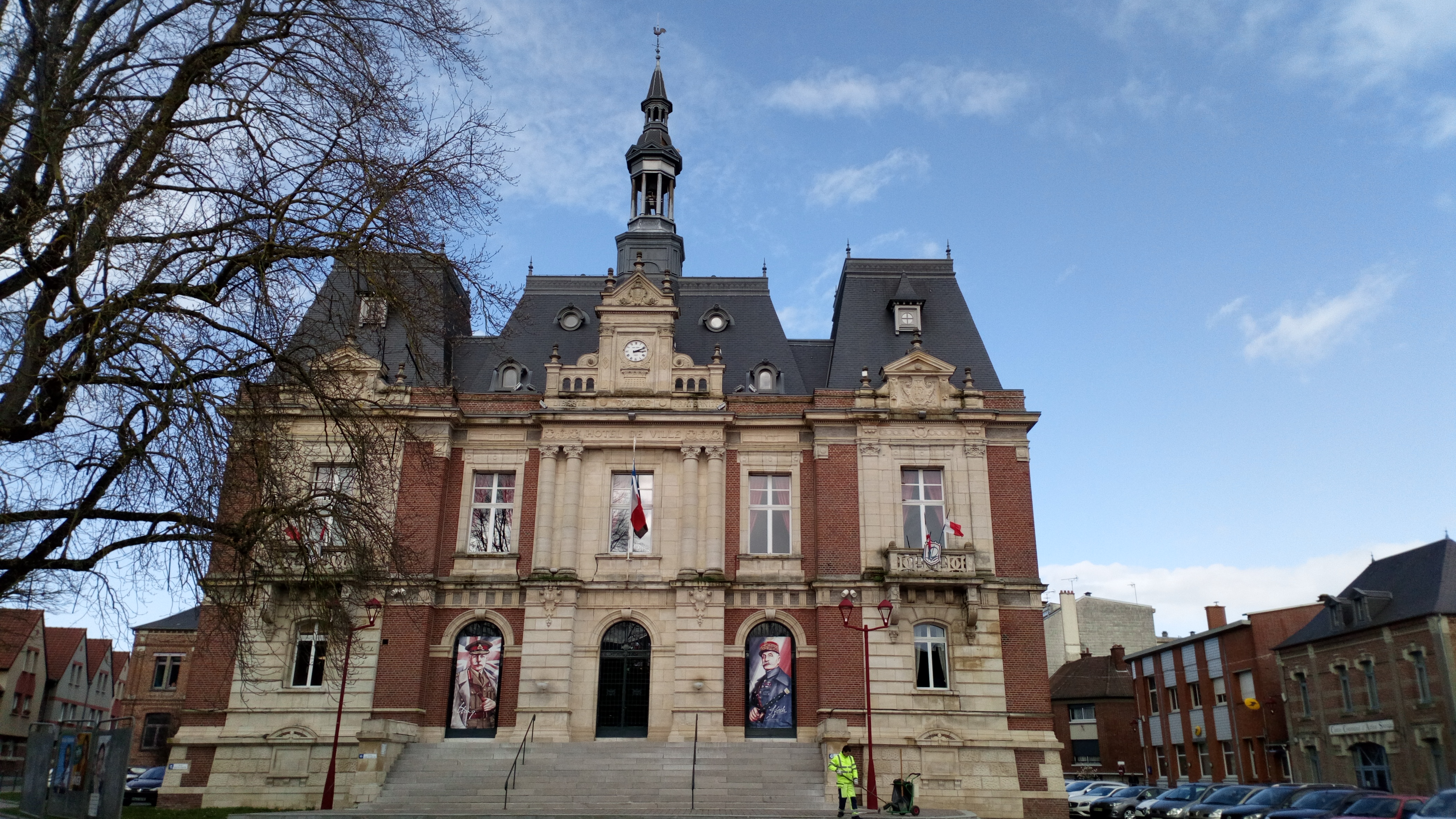
Façade

Het Stadhuis van Doullens is de zetel van het gemeentebestuur van de Franse stad Doullens (Somme). Het monumentale stadhuis werd gebouwd aan het einde van de 19e eeuw. In 1918 werd hier de Conferentie van Doullens gehouden, waarbij het Franse en het Britse leger overeenkwamen een gezamenlijk commando in te stellen.

## Beschrijving
Het stadhuis bestaat uit een centraal gebouw en twee bijgebouwen. Het geheel is 31 m breed en 17 m diep en telt 31 zalen of kamers. Het gelijkvloers rust op gewelfde kelders. Op het gelijkvloers bevindt zich de receptiezaal met aan weerszijden kantoren. De monumentale eretrap leidt naar de eerste verdieping en een glasraam ontworpen door Hubert. Het is een allegorische voorstelling van arbeid, handel, vrijheid, broederlijkheid en gelijkheid. De westelijke zaal op de eerste verdieping wordt Salle du Commandement Unique genoemd, omdat hier de Conferentie van Doullens werd gehouden. Deze zaal is museaal ingericht. Onder het dak is een grote zolder. Met de toren heeft het stadhuis een hoogte van 32 m.

## Geschiedenis
Met de bouw werd begonnen op 21 april 1896 en in juni 1898 werd het stadhuis ingehuldigd.
Hier werd op 26 maart 1918 de Conferentie van Doullens gehouden. Dit was een reactie op het Duitse voorjaarsoffensief van 1918 waarbij de noodzaak aan het licht kwam om een gezamenlijk commando voor de Franse en Britse legers in te stellen. Aan het hoofd hiervan kwam de Franse generaal Ferdinand Foch.

## Afbeeldingen

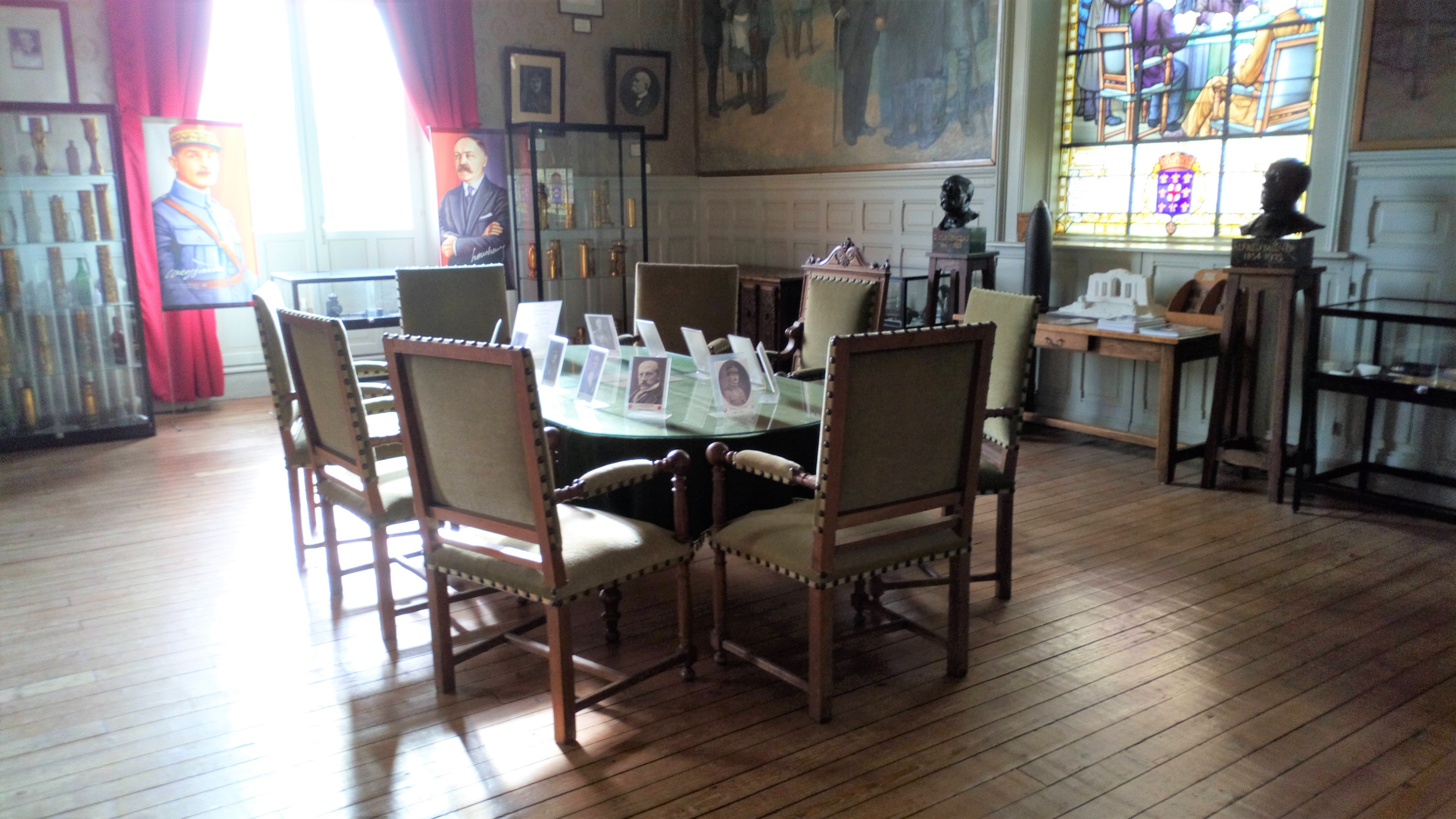
Salle du Commandement Unique
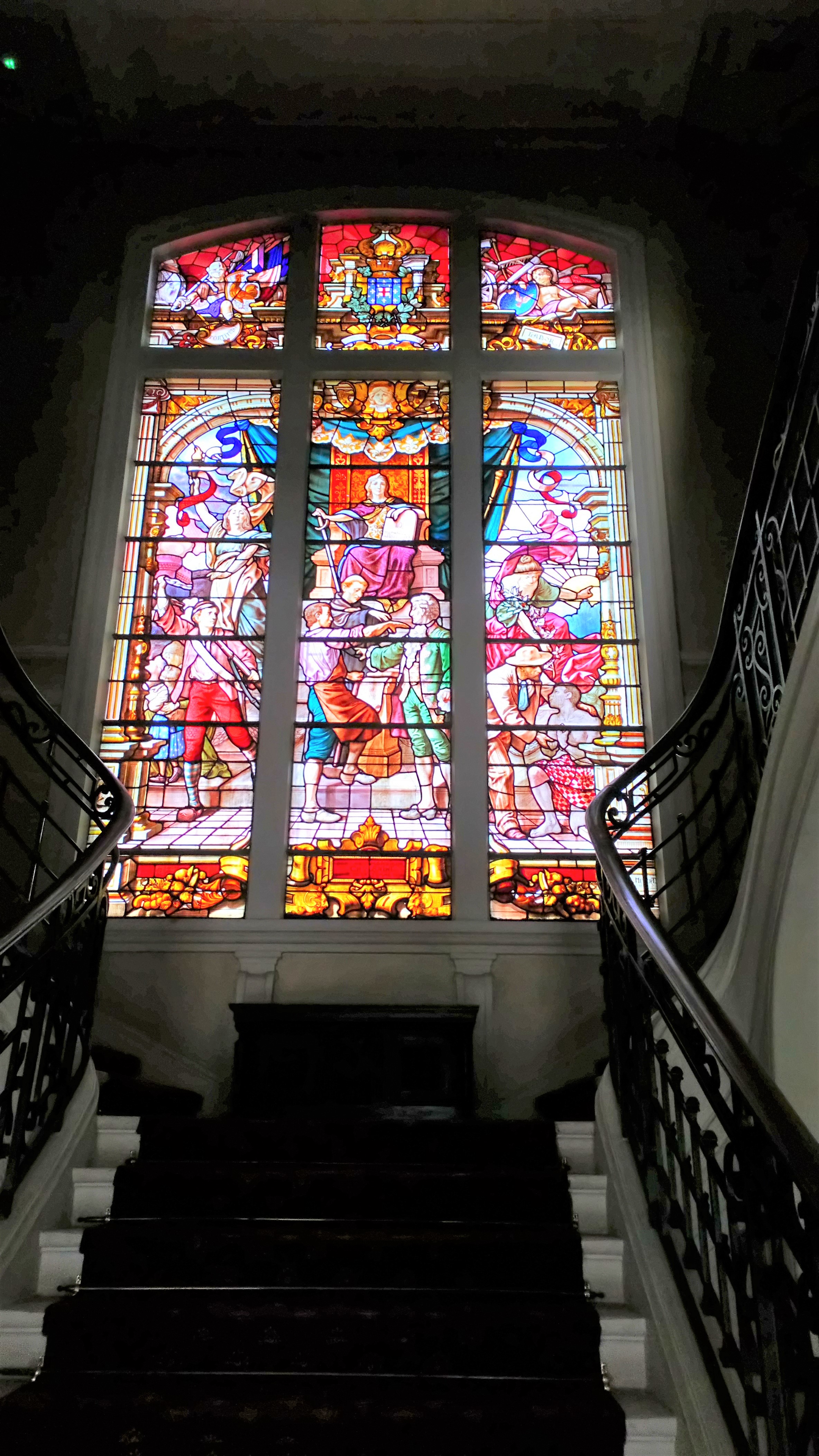
Eretrap met glasraam
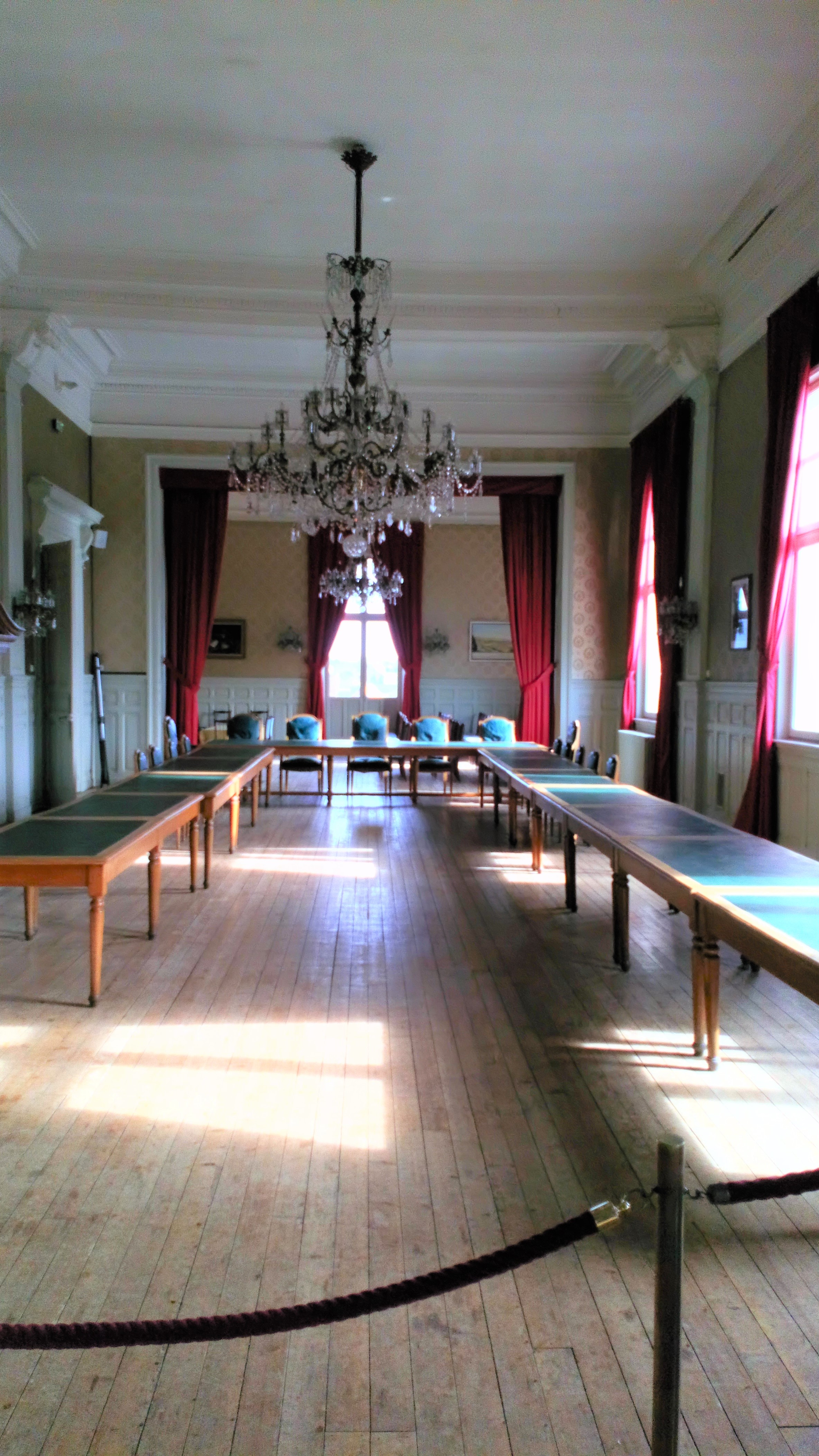
Raadszaal
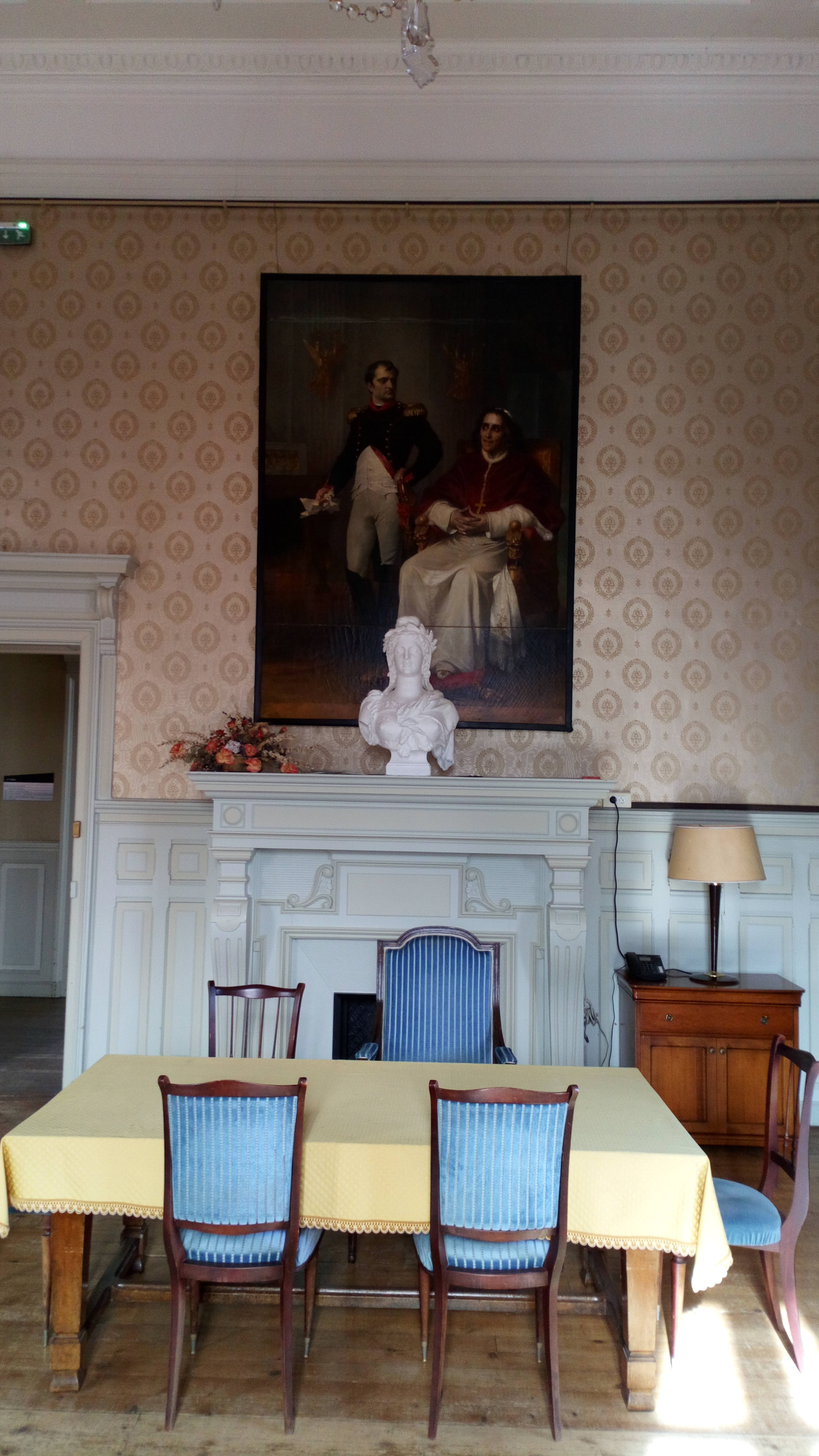
Trouwzaal